# Linda (Brand-Erbisdorf)
Linda ist ein Ortsteil der Stadt Brand-Erbisdorf in Sachsen.

## Geografie

### Lage
Der Ort liegt etwa 7 km südwestlich von Freiberg in einem kleinen Nebental der Striegis im unteren Osterzgebirge.
Die Ortsstruktur wies noch 1931 eine deutliche Zweiteilung auf. Im Südwesten erstreckten sich 13 Hufen bogenförmig Richtung Oberreichenbach. Der östliche Teil gehörte zu einem unverhuften Rittergut. Diese Struktur ist auch heute noch erkennbar.

### Nachbarorte
Nachbarorte von Linda sind Oberschöna im Norden, die Brand-Erbisdorfer Ortsteile St. Michaelis im Osten, Langenau im Süden, Oberreichenbach im Südwesten und Kirchbach (zu Oederan) im Westen.

## Geschichte

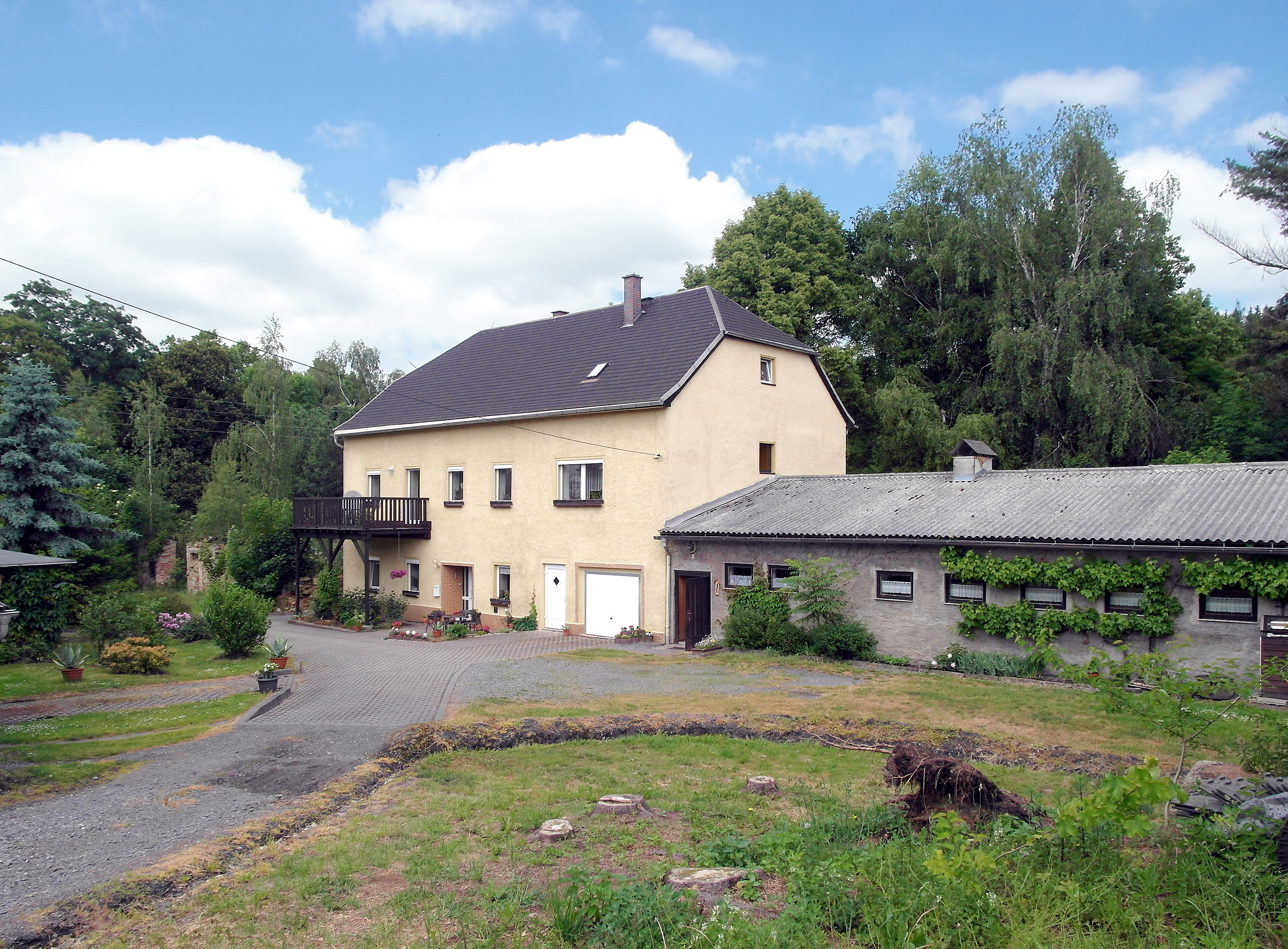
Ehem. Rittergut Linda, Herrenhaus 2015

Der Ursprung von Linda reicht zurück bis ins 12. Jahrhundert. In einer Urkunde von 1185, in der die Grenzen der östlich gelegenen Besitzungen des Klosters Altzella beschrieben werden, wird auch der vier Eckhardschen Dörfer gedacht. Diese waren Lehen des hessischen Klosters Hersfeld. Auch wenn Linda nicht namentlich erwähnt wird, schlussfolgerte man später sicher, dass Oberschöna und Linda, aber auch Wegefarth und vermutlich St. Michaelis zu diesen Dörfern gehörten.
Das im 13. Jahrhundert erbaute Rittergut Linda war über mehr als 300 Jahre im Besitz des Freiberger Patriziergeschlechts Rülke (Rülcke, Rulicke usw.). Dieses vermutlich aus der Mark Brandenburg stammende Geschlecht war mit dem Bergbau reich geworden und besaß das Rittergut zusammen mit Nieder- und Ober-Langenau, bis es im 17. Jahrhundert ausstarb. 1351 wird Hans Rulike erwähnt, der Linda erwarb. 1526 erhielten Christoph und Wolf Rülcke die Erlaubnis zum Bau einer Hütte. Diese stand an der Einmündung des Erbisdorfer Wassers (St. Michaeliser Dorfbach) und war 1549 mit ihren 9 Öfen die bedeutendste des Freiberger Reviers. Die letzten Besitzer dieser Familie waren Christoph und Otto Rilke, der 1672 verstarb. Rainer Maria Rilke, der gerne adlig wäre, aber nicht verwandt war, setzte ihnen mit Die Weise von Liebe und Tod des Cornets Christoph Rilke ein literarisches Denkmal.
Im 17. und 18. Jahrhundert besaßen Angehörige der Börnichen-Oberschönaer Linie des für die sächsische Geschichte bedeutenden Adelsgeschlechts von Schönberg das Gut. Als Besitzer nachweisbar sind Adam Friedrich von Schönberg (1654–1707). Dieser vererbte es an seinen Sohn Johann Tham von Schönberg (1686–1748) und dieser an seinen Bruder Curt Alexander von Schönberg (1703–1761). Schließlich besaß es auch noch sein einziger Sohn Curt Friedrich von Schönberg (* 1759). Nachfolgend wechselten die Besitzer häufig. Um 1800 gehörte es den Grafen von Watzdorf. Als Besitzer nachweisbar ist Heinrich Maximilian Friedrich von Watzdorf (1753–1826). 1816 wurde das Gut, das mittlerweile Erbgut war, zur Versteigerung angeboten. Zwischen 1827 und 1830 besaß Christian Gottlob Mertig das Gut. 1868 wurde es vom Oberschönaer Adelsgeschlecht Carlowitz erworben.
Linda lag bis 1856 im kursächsischen bzw. königlich-sächsischen Kreisamt Freiberg. Ab 1856 gehörte Linda zum Gerichtsamt Brand und ab 1875 zur Amtshauptmannschaft Freiberg. Der Gutsbezirk Linda wurde um 1922 in die politische Gemeinde Linda eingegliedert.
Linda wurde am 1. Juli 1950 nach St. Michaelis eingemeindet. Durch die zweite Kreisreform in der DDR kam der Ort als Teil von St. Michaelis im Jahr 1952 zum Kreis Brand-Erbisdorf im Bezirk Chemnitz (1953 in Bezirk Karl-Marx-Stadt umbenannt). Durch die Eingemeindung von St. Michaelis in die Stadt Brand-Erbisdorf ist Linda seit dem 1. Oktober 1993 ein Ortsteil der Brand-Erbisdorfer Ortschaft St. Michaelis. Als Ortsteil von Brand-Erbisdorf kam Linda im Jahr 1994 vom sächsischen Landkreis Brand-Erbisdorf zum Landkreis Freiberg und 2008 zum Landkreis Mittelsachsen.

### Einwohnerentwicklung
| Jahr | Einwohnerzahl                                         |
| ---- | ----------------------------------------------------- |
| 1551 | 39 besessene(r) Mann, 61 Inwohner                     |
| 1764 | 11 besessene(r) Mann, 21 Gärtner, 6 Häusler, 15 Hufen |
| 1834 | 536                                                   |
| 1871 | 622                                                   |

| Jahr | Einwohnerzahl |
| ---- | ------------- |
| 1890 | 610           |
| 1910 | 455           |
| 1925 | 404           |
| 1939 | 372           |

| Jahr | Einwohnerzahl |
| ---- | ------------- |
| 1946 | 504           |
| 2011 | 240           |

## Wirtschaft

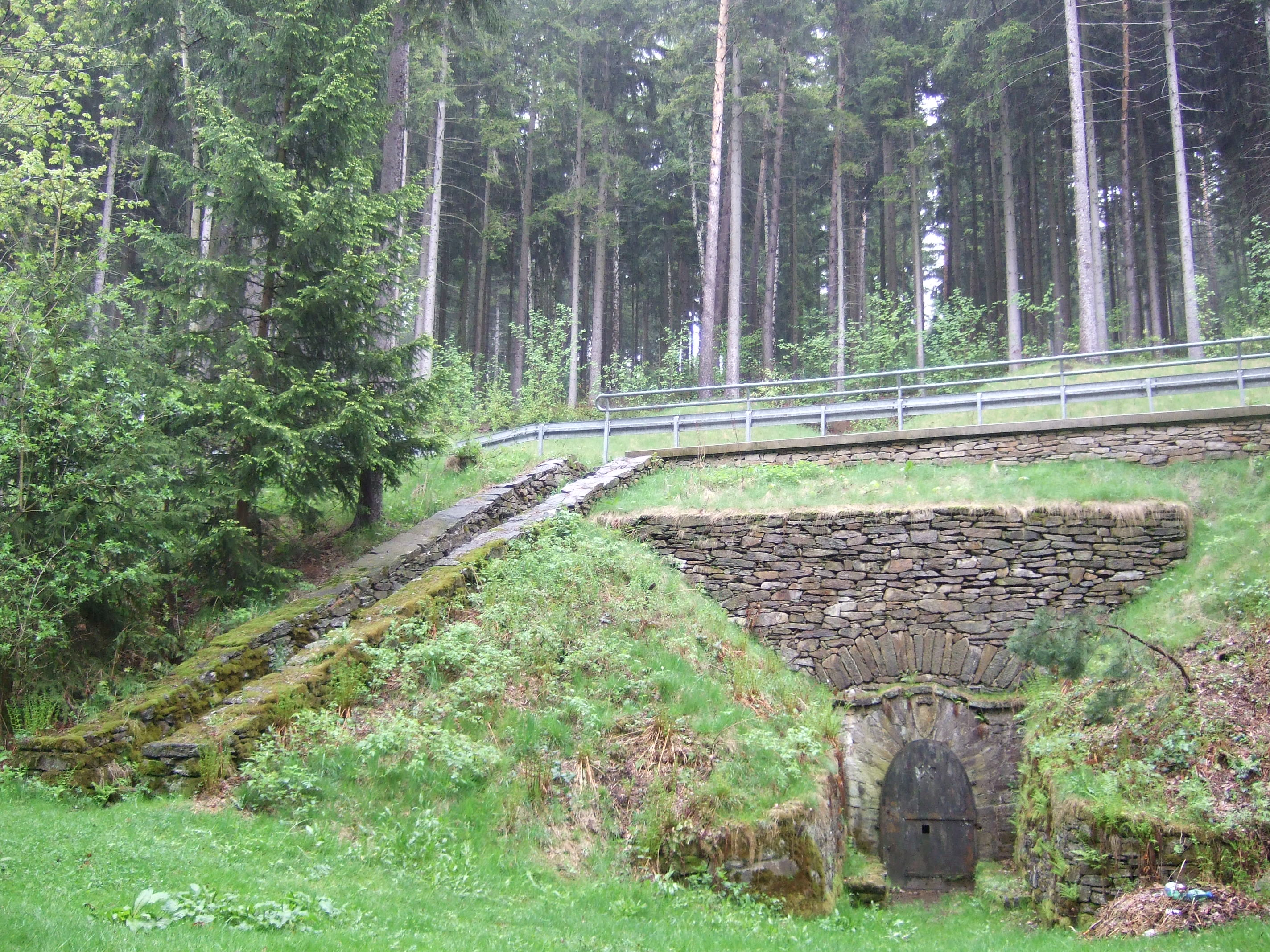
Das kunstvoll gemauerte Mundloch des Thelersberger Stollns.

Am Rande des Freiberger Bergreviers gelegen ging hier auch immer wieder Bergbau um. Besonders bemerkenswert ist der Thelersberger Stolln im Tal der Striegis, der das östlich gelegene Brander Revier mit der Himmelsfürst Fundgrube entwässerte, wo viele Bewohner arbeiteten. Zu den bedeutenderen zählten Sieben Planeten, seit 1783 Beilehn von Himmelsfürst, und Neuer Segen Gottes.
Die Wasserkraft der Striegis wurde von mehreren Ölmühlen genutzt.

## Sehenswürdigkeiten
- Evangelische Kapelle mit angebautem Schulhaus. Diese besitzt eine 1856 errichtete einmanualige Orgel mit vier Registern.

## Persönlichkeiten

### Söhne und Töchter der Gemeinde
- Carl Gotthelf Kind (1801–1873), Bergbautechniker

### Persönlichkeiten, die mit der Gemeinde in Verbindung stehen
- Curt Alexander von Schönberg (1703–1761), Gutsbesitzer
- Christian Friedrich Göthel (1804–1873), Orgelbauer, errichtete hier 1856 eine Orgel
- Rainer Maria Rilke (1875–1926), Schriftsteller, schrieb über die Gutsbesitzer Christoph und Otto Rilke